# Edvinas Krungolcas
Edvinas Krungolcas (21 de enero de 1973, Vilna) es un deportista lituano que compite en pentatlón moderno, ganador de la medalla de plata en este deporte en 2008 durante los  Juegos Olímpicos de Pekín.
Edvinas Krungolcas ganó con 5548 puntos, 24 puntos por delante de su compatriota Andrejus Zadneprovskis, que consiguió el bronce (5524 Puntos). El ganador de la prueba fue el ruso Andrei Moiseyev. 